# Jefferson Louis
Jefferson Lee Louis (ur. 22 lutego 1979 w Harrow (Londyn), Wielka Brytania) – dominicki piłkarz, grający na pozycji napastnika.

## Kariera piłkarska

### Kariera klubowa
Karierę piłkarską rozpoczął w klubie Risborough Rangers F.C. Potem występował w ponad 30 klubach z English Football League oraz niższych angielskich lig.

### Kariera reprezentacyjna
W 2008 rozegrał jeden mecz w narodowej reprezentacji Dominiki.